# Requena-Utiel
Requena-Utiel Spanyolországban, Valencia Valencia tartományában található comarca. Requena-Utiel Camp de Túria, Hoya de Buñol, Los Serranos és El Valle de Cofrentes-Ayora comarcákkal határos. Lakosainak száma 38 442 fő (2024).

## Önkormányzatai
- Camporrobles
- Caudete de las Fuentes
- Fuenterrobles
- Requena
- Sinarcas
- Utiel
- Venta del Moro
- Villargordo del Cabriel
- Chera, Valencia